# Tuʻi Tonga

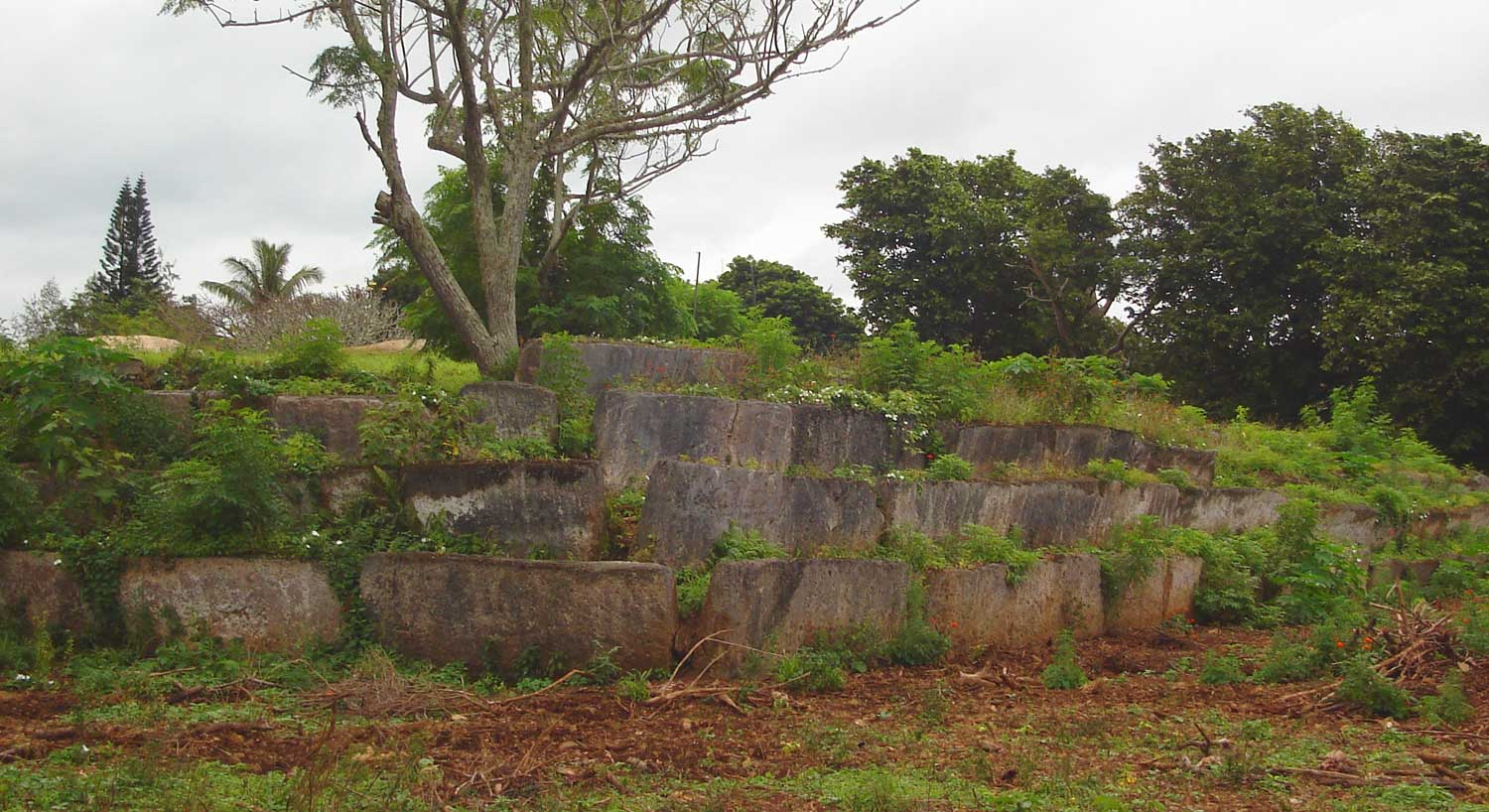
Langi - Tombeau de la dynastie Tui Tonga

Les Tuʻi Tonga sont une dynastie de rois tongiens, qui fut fondée au Xe siècle par 'Aho'eitu. Les Tuʻi Tonga cédèrent leur autorité aux Tuʻi Haʻatakalaua au XVe siècle, et le titre fut officiellement aboli en 1865. Ses descendants aujourd'hui appartiennent à la lignée des chefs de Kalaniuvalu.
Depuis la fin de la dynastie Tuʻi Tonga, la maison royale des Tupou, issue de la dynastie Tu'i Kanokupolu, est sur le trône.
Il existe deux listes dynastiques établies pour les Tu'i Tonga et rien ne permet de déterminer précisément dans quel ordre de succession se suivent les différents noms jusqu'au règne de Momo (en).

## Détenteurs du titre
1. ʻAhoʻeitu (début du Xe siècle)
2. Lolofakangalo (th)
3. Fangaʻoneʻone (th)
4. Līhau (th)
5. Kofutu (th)
6. Kaloa (th)
7. Maʻuhau (th)
8. ʻApuanea (th)ʻApuanea
9. ʻAfulunga (th)ʻAfulunga
10. Momo (en). Sous son règne, l'empire maritime des Tuʻi Tonga fut établi. Il tint sa cour royale à Heketā, près de Niutōua.
11. Tuʻitātui (en). Il fit construire le Ha'amonga 'a Maui. Il établit le Falefā, sorte de cabinet ministériel.
12. Talatama (en)
13. Tuʻitonganui ko e Tamatou. Il ne fut apparemment pas une personne réelle, mais un bloc de bois symbolisant le fils de Talatama et le père de Talaihaʻapepe, qui était en réalité le frère de Talatama. Pour conserver la « pureté » de la lignée dynastique, la fiction symbolique d'une transmission intergénérationnelle fut considérée comme nécessaire.
14. Talaihaʻapepe
15. Talakaifaiki (ru), roi vers 1250. Début du déclin de l'empire Tuʻi Tonga face à la dynastie Malietoa des Samoa, province impériale révoltée.
16. Talafapite
17. Tuʻitonga Maʻakitoe/Naʻa Katoe
18. Tuʻitonga Puipui
19. Havea I, assassiné par un Fidjien. Les Fidji étaient à l'époque une province de l'empire.
20. Tatafueikimimua
21. Lomiʻaetupuʻa
22. Havea II, également assassiné par un Fidjien, Tuluvota
23. Takalaua
24. Kauʻulufonua Fekai I (ru). Vers 1470, il perdit Uvéa et les Futuna. Il céda à son frère Moʻungāmotuʻa les privilèges de vice-roi. Celui-ci fonda une nouvelle dynastie, les Tuʻi Haʻatakalaua.
25. Vakafuhu. Il fut empêché par les Tuʻi Haʻatakalaua de prendre sa place aux Tonga, et vécut aux Samoa.
26. Puipuifatu. Il vécut aux Samoa, et tenta en vain d'envahir les Tonga pour restaurer son titre.
27. Kauʻulufonua II; vécut aux Samoa.
28. Tapuʻosi (ru). Il fut autorisé à s'installer aux Tonga. À cette époque, les Tuʻi Tonga ne disposent plus de pouvoir temporel, et se voient conférés un rôle de grand prêtre, avec un statut élevé mais peu d'autorité.
29. ʻUluakimata I (en). Il fit bâtir les tombes de Mu'a.
30. Fatafehi
31. Kauʻulufonua III. L'explorateur néerlandais Abel Tasman le rencontra en 1643.
32. ʻUluakimata II
33. Tuʻipulotu (I) ʻilangi Tuʻofefafa
34. Fakanaʻanaʻa (th)
35. Tuʻipolutu (II) ʻilangi Tuʻoteau
36. Paulaho. Roi contesté. En 1777, il tenta d'établir son fils Fuanunuiava comme héritier, lors d'une cérémonie dont fut témoin James Cook. Il fut renversé lors d'une guerre civile.
37. Maʻulupekotofa
38. Fuanunuiava. Il prit le pouvoir vers 1795. Mort en 1810.
39. Laufilitonga. Né en 1798, il était trop jeune pour accéder au titre lors de la mort de son père. Il tenta par la suite de réhausser le pouvoir des Tuʻi Tonga, mais fut vaincu lors d'une bataille à Velata par le futur George Tupou Ier en 1826. Il conserva son titre, mais dénué de tout pouvoir temporel ou spirituel. Il mourut en 1865, et le titre fut aboli.